# Maison des Receveurs du Canal
La maison des Receveurs du Canal est un bâtiment situé à Nemours, en France. Il est inscrit aux monuments historiques depuis 1926.

## Statut patrimonial et juridique
L’édifice fait l’objet d’une inscription au titre des monuments historiques depuis 1926.